# Unione Sportiva Catanzaro 1976-1977
Questa voce raccoglie le informazioni riguardanti l'Unione Sportiva Catanzaro nelle competizioni ufficiali della stagione 1976-1977.

## Stagione
La squadra di Nicola Ceravolo e Gianni Di Marzio non ce l'ha fatta a mantenere la massima serie, e così dopo una sola stagione deve dire arrivederci alla Serie A. Eppure il girone di andata chiuso con 13 punti in classifica, aveva illuso i tifosi calabresi, ma poi un girone discendente con soli 8 punti raccolti, ha compromesso i sogni di salvezza.
Il campionato è stato dominato dalle due torinesi, quest'anno lo scudetto è toccato alla Juventus con 51 punti, con una lunghezza di vantaggio sul Torino, nettamente staccate le altre. Con il Catanzaro a 21 punti sono retrocesse la Sampdoria con 24 punti ed il Cesena con 14 punti.
In Coppa Italia come aperitivo del campionato ad agosto e settembre, nel quarto girone il Catanzaro è giunto ultimo con 3 punti, è passata al girone finale la Spal, davanti al Como, al Cesena ed alla Ternana.

## Rosa
| N. |                   | Ruolo | Calciatore         |
| -- | ----------------- | ----- | ------------------ |
|    | Italia (bandiera) | P     | Giorgio Pellizzaro |
|    | Italia (bandiera) | P     | Ubaldo Novembre    |
|    | Italia (bandiera) | D     | Claudio Ranieri    |
|    | Italia (bandiera) | D     | Fausto Silipo      |
|    | Italia (bandiera) | D     | Roberto Vichi      |
|    | Italia (bandiera) | D     | Luigi Maldera      |
|    | Italia (bandiera) | C     | Giovanni Improta   |
|    | Italia (bandiera) | C     | Paolo Braca        |
|    | Italia (bandiera) | C     | Luigi Boccolini    |
|    | Italia (bandiera) | C     | Enrico Nicolini    |

| N. |                   | Ruolo | Calciatore            |
| -- | ----------------- | ----- | --------------------- |
|    | Italia (bandiera) | C     | Giorgio Vignando      |
|    | Italia (bandiera) | A     | Adriano Banelli       |
|    | Italia (bandiera) | A     | Pieraldo Nemo         |
|    | Italia (bandiera) | A     | Giannantonio Sperotto |
|    | Italia (bandiera) | A     | Massimo Palanca       |
|    | Italia (bandiera) | A     | Pietro Michesi        |
|    | Italia (bandiera) | A     | Sauro Petrini         |
|    | Italia (bandiera) | A     | Alberto Arbitrio      |
|    | Italia (bandiera) | A     | Santino Mondello      |
|    | Italia (bandiera) | A     | Pietro Rondinelli     |

## Risultati

### Serie A

#### Girone di andata
| Catanzaro 3 ottobre 1976 1ª giornata | Catanzaro           | 0 – 0 | Napoli | Stadio Militare\| Arbitro: \| Menicucci (Firenze) \| |
| Arbitro:                             | Menicucci (Firenze) |       |        |                                                      |

| Arbitro: | Lapi (Firenze) |

|                         |           |             |
| Anastasi 34’ Libera 56’ | Marcatori | 75’ Banelli |

| Arbitro: | Reggiani (Bologna) |

|                     |           |  |
| Zecchini 84’ (aut.) | Marcatori |  |

| Arbitro: | Barbaresco (Cormons) |

|                                          |           |  |
| C. Gentile 9’ Bettega 53’ Cuccureddu 82’ | Marcatori |  |

| Arbitro: | Agnolin (Bassano del Grappa) |

|              |           |                    |
| Vignando 26’ | Marcatori | 9’ (rig.) De Sisti |

| Arbitro: | Gussoni (Tradate) |

|                   |           |             |
| Della Martira 70’ | Marcatori | 66’ Improta |

| Arbitro: | Lazzaroni (Milano) |

|             |           |                           |
| Banelli 44’ | Marcatori | 75’ Pozzato 80’ Valmassoi |

| Arbitro: | Vannucchi (Bologna) |

|                   |           |             |
| Silipo 23’ (aut.) | Marcatori | 85’ Banelli |

| Arbitro: | Michelotti (Parma) |

|  |           |                                               |
|  | Marcatori | 9’ Zaccarelli 50’ Santin 70’, 78’ F. Graziani |

| Verona 19 dicembre 1976 10ª giornata | Verona          | 0 – 0 | Catanzaro | Stadio Marcantonio Bentegodi\| Arbitro: \| Menegali (Roma) \| |
| Arbitro:                             | Menegali (Roma) |       |           |                                                               |

| Arbitro: | Casarin (Milano) |

|              |           |  |
| De Ponti 20’ | Marcatori |  |

| Arbitro: | Bergamo (Livorno) |

|                                              |           |                |
| Pirazzini 18’ (aut.) Improta 23’ Michesi 81’ | Marcatori | 77’ Domenghini |

| Arbitro: | Lo Bello (Siracusa) |

|                        |           |  |
| Pruzzo 74’ Arcoleo 82’ | Marcatori |  |

| Arbitro: | Menegali (Roma) |

|              |           |  |
| Sperotto 13’ | Marcatori |  |

| Arbitro: | Gussoni (Tradate) |

|  |           |                      |
|  | Marcatori | 13’ (aut.) F. Pulici |

#### Girone di ritorno
| Arbitro: | Reggiani (Bologna) |

|              |           |  |
| Chiarugi 60’ | Marcatori |  |

| Arbitro: | Menicucci (Firenze) |

|             |           |                                   |
| Palanca 25’ | Marcatori | 4’ Pavone 20’ Canuti 50’ Anastasi |

| Arbitro: | Casarin (Milano) |

|                                        |           |                    |
| Bedin 6’ Saltutti 52’ G.L. Savoldi 59’ | Marcatori | 79’ (rig.) Palanca |

| Arbitro: | Agnolin (Bassano del Grappa) |

|  |           |                              |
|  | Marcatori | 69’ Scirea 81’ (aut.) Silipo |

| Arbitro: | Gonella (Torino) |

|           |           |  |
| Prati 27’ | Marcatori |  |

| Arbitro: | Gussoni (Tradate) |

|  |           |              |
|  | Marcatori | 34’ Crepaldi |

| Bologna 27 marzo 1977 22ª giornata | Bologna         | 0 – 0 | Catanzaro | Stadio Comunale\| Arbitro: \| Menegali (Roma) \| |
| Arbitro:                           | Menegali (Roma) |       |           |                                                  |

| Arbitro: | Lapi (Firenze) |

|                |           |               |
| L. Maldera 79’ | Marcatori | 43’ Cinquetti |

| Arbitro: | Prati (Parma) |

|                                       |           |              |
| P. Pulici 23’ (rig.), 44’ C. Sala 76’ | Marcatori | 40’ Arbitrio |

| Arbitro: | Reggiani (Bologna) |

|                         |           |            |
| Palanca 19’ Improta 70’ | Marcatori | 14’ Zigoni |

| Arbitro: | Menicucci (Firenze) |

|                                                  |           |                            |
| Improta 40’ Sperotto 45’ Ranieri 77’ Palanca 86’ | Marcatori | 12’ Palese 19’ Piangerelli |

| Arbitro: | Gonella (Torino) |

|                   |           |  |
| Bordon 37’ (rig.) | Marcatori |  |

| Arbitro: | Gussoni (Tradate) |

|                             |           |            |
| S. Petrini 24’ Mondello 42’ | Marcatori | 85’ Pruzzo |

| Arbitro: | Menicucci (Firenze) |

|                                   |           |                                 |
| Silva 25’ G. Morini 52’ Bigon 56’ | Marcatori | 68’ (aut.) Calloni 87’ Arbitrio |

| Arbitro: | D'Elia (Salerno) |

|             |           |                                     |
| Palanca 80’ | Marcatori | 23’ Garlaschelli 28’ (aut.) Improta |

### Coppa Italia

#### Primo turno
| Arbitro: | Casarin (Milano) |

|                        |           |  |
| Paina 75’ Cascella 89’ | Marcatori |  |

| Arbitro: | Frasso (Capua) |

|                                      |           |                               |
| Palanca 43’, 66’ (rig.) Sperotto 73’ | Marcatori | 75’ Scanziani 77’ M. Guidetti |

| 5 settembre 1976 3ª giornata |  | – Turno di riposo CATANZARO |  |  |

| Arbitro: | Pieri (Genova) |

|                    |           |                         |
| Palanca 50’ (rig.) | Marcatori | 60’ Mendoza 64’ Zanolla |

| Cesena 19 settembre 1976 5ª giornata | Cesena            | 0 – 0 | Catanzaro | Stadio La Fiorita\| Arbitro: \| Barboni (Firenze) \| |
| Arbitro:                             | Barboni (Firenze) |       |           |                                                      |

Classifica del Quarto girone: Spal punti 6, Como e Cesena punti 4, Ternana e Catanzaro punti 3.

## Statistiche

### Statistiche di squadra
| Competizione | Punti | In casa | In casa | In casa | In casa | In casa | In casa | In trasferta | In trasferta | In trasferta | In trasferta | In trasferta | In trasferta | Totale | Totale | Totale | Totale | Totale | Totale | DR  |
| Competizione | Punti | G       | V       | N       | P       | Gf      | Gs      | G            | V            | N            | P            | Gf           | Gs           | G      | V      | N      | P      | Gf     | Gs     | DR  |
| ------------ | ----- | ------- | ------- | ------- | ------- | ------- | ------- | ------------ | ------------ | ------------ | ------------ | ------------ | ------------ | ------ | ------ | ------ | ------ | ------ | ------ | --- |
| Serie A      | 21    | 15      | 6       | 3       | 6       | 18      | 21      | 15           | 1            | 4            | 10           | 8            | 22           | 30     | 7      | 7      | 16     | 26     | 43     | -17 |
| Coppa Italia | 3     | 2       | 1       | 0       | 1       | 4       | 4       | 2            | 0            | 1            | 1            | 0            | 2            | 4      | 1      | 1      | 2      | 4      | 6      | -2  |
| Totale       |       | 17      | 7       | 3       | 7       | 22      | 25      | 17           | 1            | 5            | 11           | 8            | 24           | 34     | 8      | 8      | 18     | 30     | 49     | -19 |

### Statistiche dei giocatori
| Giocatore      | Serie A  | Serie A | Serie A     | Serie A    | Coppa Italia | Coppa Italia | Coppa Italia | Coppa Italia | Totale   | Totale | Totale      | Totale     |
| Giocatore      | Presenze | Reti    | Ammonizioni | Espulsioni | Presenze     | Reti         | Ammonizioni  | Espulsioni   | Presenze | Reti   | Ammonizioni | Espulsioni |
| -------------- | -------- | ------- | ----------- | ---------- | ------------ | ------------ | ------------ | ------------ | -------- | ------ | ----------- | ---------- |
| A. Arbitrio    | 10       | 2       | ?           | ?          | ?            | ?            | ?            | ?            | 10+      | 2+     | ?           | ?          |
| A. Banelli     | 23       | 3       | ?           | ?          | ?            | ?            | ?            | ?            | 23+      | 3+     | ?           | ?          |
| L. Boccolini   | 22       | 0       | ?           | ?          | ?            | ?            | ?            | ?            | 22+      | 0+     | ?           | ?          |
| P. Braca       | 26       | 0       | ?           | ?          | ?            | ?            | ?            | ?            | 26+      | 0+     | ?           | ?          |
| G. Improta     | 30       | 4       | ?           | ?          | ?            | ?            | ?            | ?            | 30+      | 4+     | ?           | ?          |
| L. Maldera (I) | 22       | 1       | ?           | ?          | ?            | ?            | ?            | ?            | 22+      | 1+     | ?           | ?          |
| P. Michesi     | 14       | 1       | ?           | ?          | ?            | ?            | ?            | ?            | 14+      | 1+     | ?           | ?          |
| S. Mondello    | 3        | 1       | ?           | ?          | ?            | ?            | ?            | ?            | 3+       | 1+     | ?           | ?          |
| P. Nemo        | 21       | 0       | ?           | ?          | ?            | ?            | ?            | ?            | 21+      | 0+     | ?           | ?          |
| E. Nicolini    | 13       | 0       | ?           | ?          | ?            | ?            | ?            | ?            | 13+      | 0+     | ?           | ?          |
| U. Novembre    | 1        | -2      | ?           | ?          | ?            | ?            | ?            | ?            | 1+       | -2+    | ?           | ?          |
| M. Palanca     | 18       | 5       | ?           | ?          | ?            | ?            | ?            | ?            | 18+      | 5+     | ?           | ?          |
| G. Pellizzaro  | 29       | -41     | ?           | ?          | ?            | ?            | ?            | ?            | 29+      | -41+   | ?           | ?          |
| S. Petrini     | 11       | 1       | ?           | ?          | ?            | ?            | ?            | ?            | 11+      | 1+     | ?           | ?          |
| C. Ranieri     | 28       | 1       | ?           | ?          | ?            | ?            | ?            | ?            | 28+      | 1+     | ?           | ?          |
| P. Rondinelli  | 1        | 0       | ?           | ?          | ?            | ?            | ?            | ?            | 1+       | 0+     | ?           | ?          |
| F. Silipo      | 26       | 0       | ?           | ?          | ?            | ?            | ?            | ?            | 26+      | 0+     | ?           | ?          |
| G. Sperotto    | 20       | 2       | ?           | ?          | ?            | ?            | ?            | ?            | 20+      | 2+     | ?           | ?          |
| R. Vichi       | 26       | 0       | ?           | ?          | ?            | ?            | ?            | ?            | 26+      | 0+     | ?           | ?          |
| G. Vignando    | 11       | 1       | ?           | ?          | ?            | ?            | ?            | ?            | 11+      | 1+     | ?           | ?          |